# Wacław Kowalik
Wacław Kowalik (ur. 1913 w Studziankach, zm. 15 sierpnia 1983 w Warszawie) – polski rzeźbiarz i medalier.

## Życiorys
Syn Józefa. W 1939 ukończył pięcioletnie studia na warszawskiej Akademii Sztuk Pięknych, studiował w pracowni rzeźby pod kierunkiem prof. Tadeusza Breyera. Po 1945 został stałym współpracownikiem Mennicy Państwowej, dla której stworzył ponad sto wzorów medalierskich, plakiet oraz projektów monet (m.in. będącej dwadzieścia lat w obiegu monety o nominale 2 złote), a z odznaczeń zaprojektował Medal „Za udział w walkach o Berlin” ustanowiony w 1966. Ponadto był twórcą kompozycji figuralnych m.in. Pomnik Partyzanta w Warszawie zrealizowany w 1962, Pomnik Walki i Męczeństwa Ziemi Bydgoskiej niezrealizowany projekt z 1966 (pierwsza nagroda). Wiele dzieł Wacława Kowalika znajduje się w zbiorach muzealnych m.in. Muzeum Watykańskiego, Muzeum Narodowego w Warszawie i Muzeum Warszawy.
11 lipca 1955 „w 10 rocznicę Polski Ludowej za zasługi w dziedzinie kultury i sztuki” został odznaczony Srebrnym Krzyżem Zasługi.